# Movimento Unitario di Rinnovamento Italiano
Il Movimento Unitario di Rinnovamento Italiano (MURI) è stato un movimento antifascista e antimonarchico italiano.

## Storia

### Nascita
Il primo nucleo risale al 1937 con il significato di movimento unitario di ricostruzione italiana. Fu fondato nel 1938 da Dino Giacosa e Franco Valabrega di Torino insieme a Luigi Passadore di Genova e Alberto Cassin di Busca, era contrario alla dittatura fascista e alle leggi razziali antisemite del 1938.

### Fondatori
- Dino Giacosa (Torino, 11/07/1916 - 28/6/1999) combatté con Duccio Galimberti nella “Banda Italia Libera” di Madonna del Colletto, e successivamente a Val Pesio;
- Franco Valabrega (Torino, 11/8/1917- 23/8/1980) combatté come vicecommissario partigiano nell'XI Brigata Garibaldi in Val di Lanzo insieme a Gianni Dolino;
- Luigi Passadore (Genova, 6/7/1917) dottore in legge;
- Alberto Cassin (Busca (CN), 3/2/1916 - Auschwitz inverno 1944) dottore in chimica, impiegato.

### Attività e organizzazione
Il movimento di pensiero e d'azione M.U.R.I. era un movimento antifascista, democratico, repubblicano e liberalprogressista, secondo gli insegnamenti di Mazzini, Gobetti e dei fratelli Rosselli.
Il movimento formato da antifascisti di Torino, Milano, Genova, Firenze, Roma e altre città italiane era organizzato a catena, e ogni murino conosceva solo due persone associate con le quali poteva comunicare tramite parole-chiave tenute segrete.
L'attività antifascista coinvolgeva giovani e meno giovani di tutte le classi sociali, studenti, avvocati, piccoli industriali, insegnanti, artigiani, commercianti, religiosi e liberi pensatori, cristiani, ebrei, valdesi, per organizzare azioni di sabotaggio e attivare un'azione educativa sulla popolazione, in nome della libertà, dell'uguaglianza e della giustizia, anche tramite volantini che contenevano i principi della lotta antifascista: contro il regime, contro la censura, contro le imposizioni antilibertarie, il razzismo, la violenza dei fascisti, e contro il re Vittorio Emanuele III che non sapeva imporsi per rendere l'Italia libera e unita.
I murini vennero scoperti a causa di infiltrati e spie fasciste dell'OVRA, e condannati al carcere e al confino, nel giugno 1940. 
Gli ideali morali e politici di resistenza al fascismo e al totalitarismo da parte degli associati al M.U.R.I., movimento politico unitario democratico e repubblicano, furono le linee guida di molti partigiani che continuarono dopo l'8 settembre 1943 la lotta contro il fascismo e l'occupazione tedesca combattendo nelle diverse formazioni soprattutto GL, garibaldine, o autonome “Rinnovamento”, in Piemonte, ma anche in Liguria e in Lombardia.
Gli ideali di uguaglianza, libertà e giustizia, espressi nel Decalogo del giusto, il manifesto dei murini, dovevano essere realizzati in uno spazio storico di libertà internazionale ed europea come avevano insegnato Giuseppe Mazzini nella Giovane Europa (1834) e Altiero Spinelli nel Manifesto di Ventotene (1941).
Il M.U.R.I. nel primo periodo successivo alla fine della seconda guerra mondiale ebbe un suo giornale politico chiamato Movimento.